# Lavoisiera
Lavoisiera är ett släkte av tvåhjärtbladiga växter. Lavoisiera ingår i familjen Melastomataceae.

## Bildgalleri

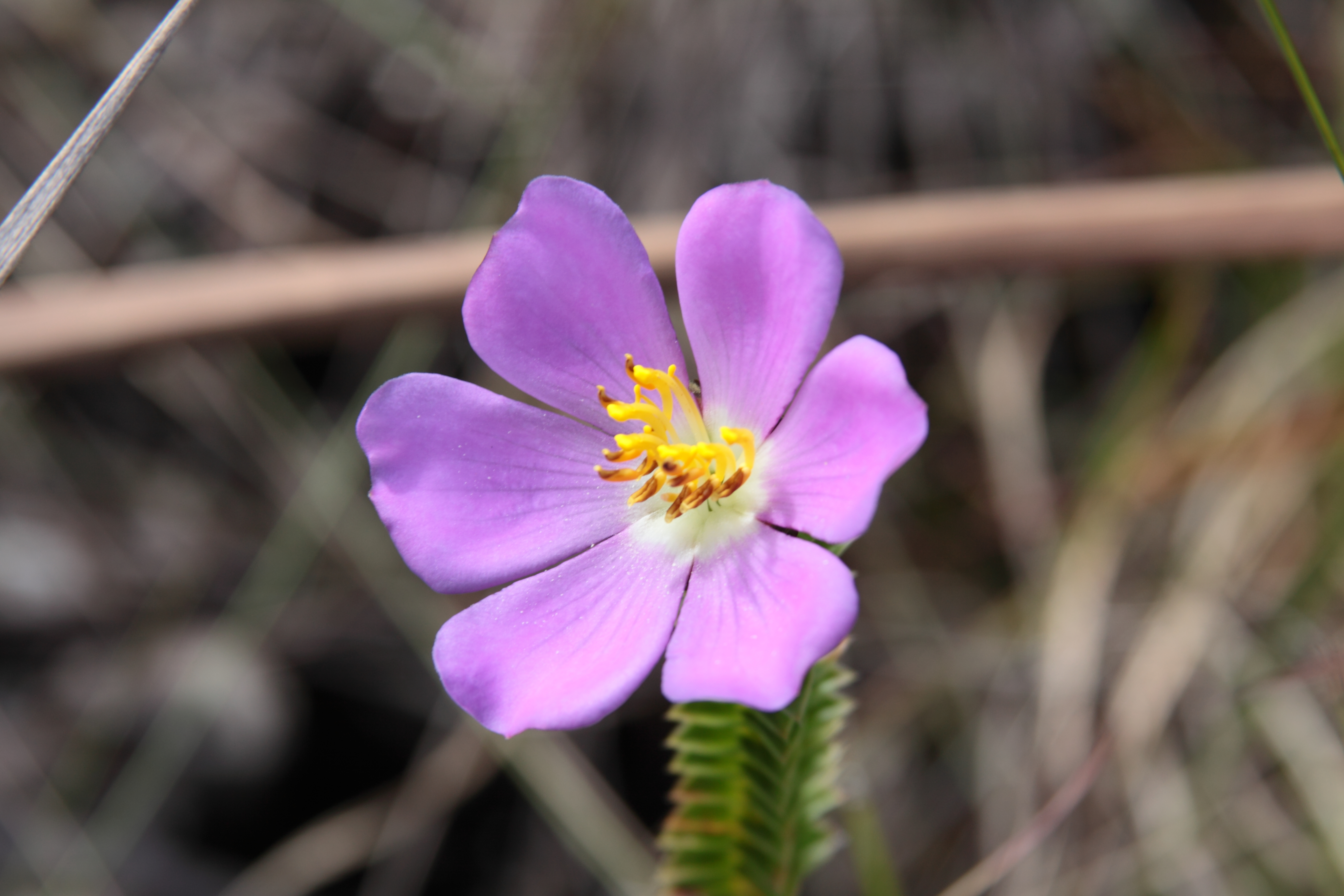
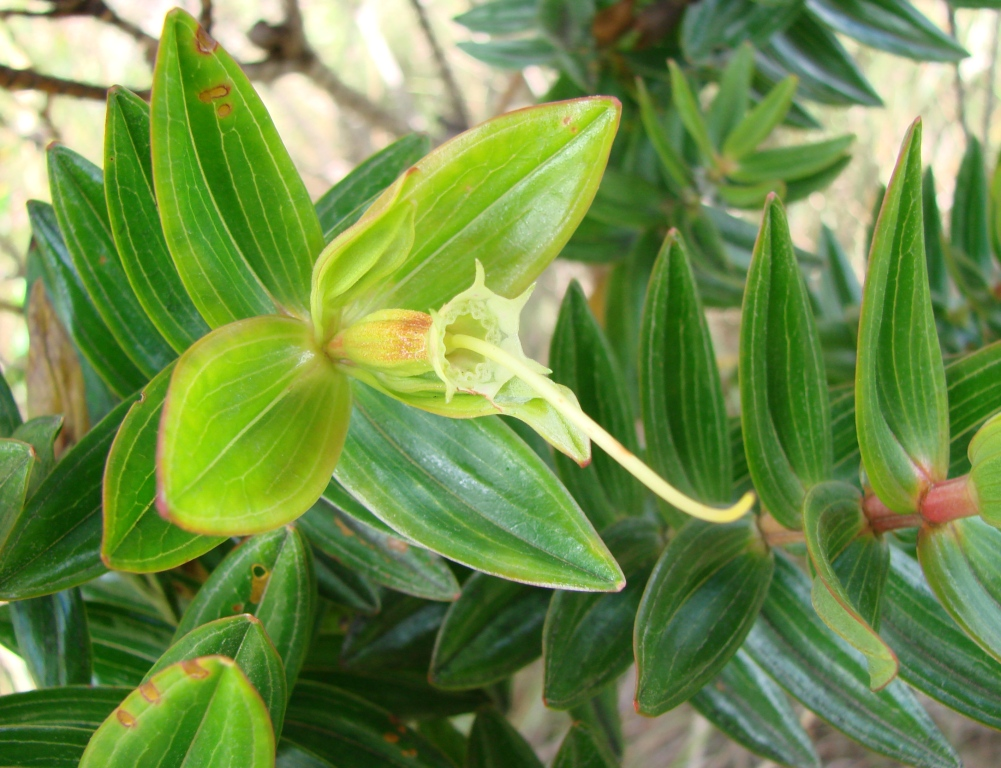
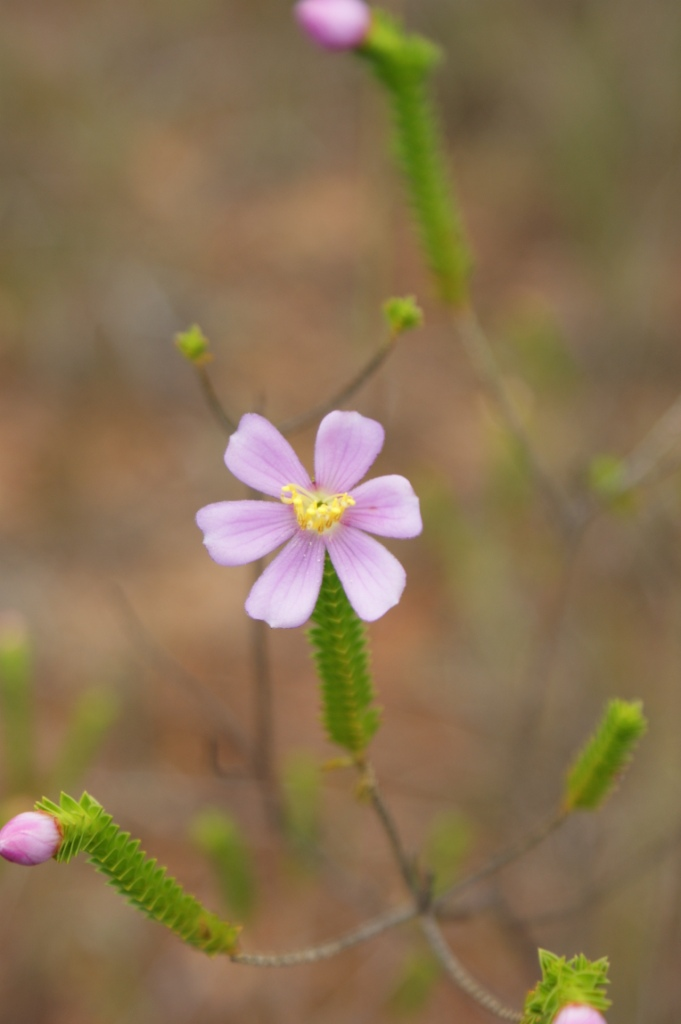
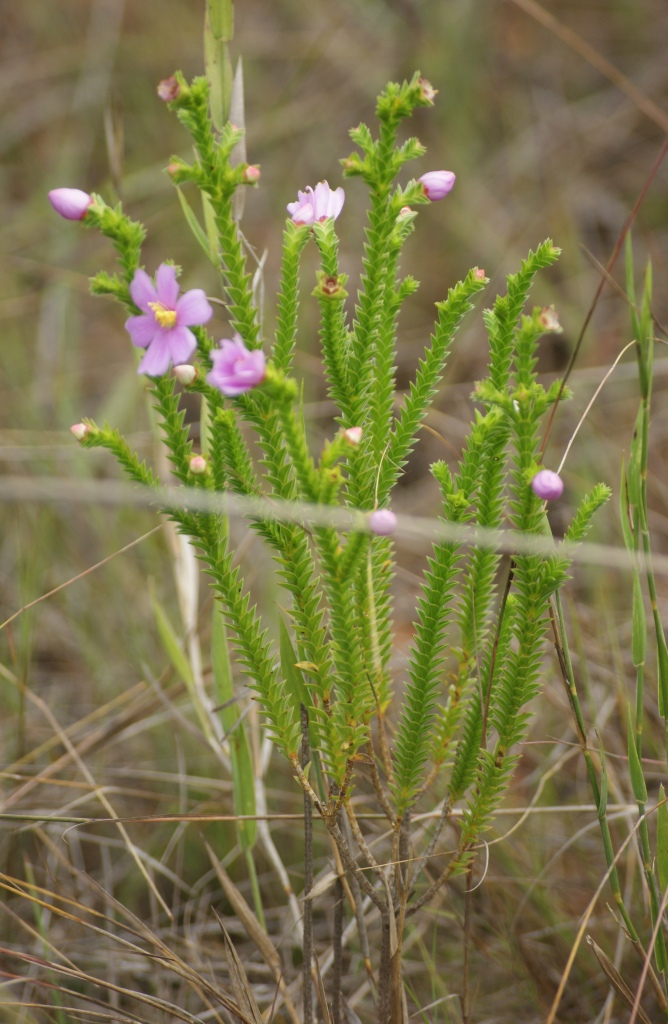

## Dottertaxa tillLavoisiera, i alfabetisk ordning[1]
- Lavoisiera adamantium
- Lavoisiera alba
- Lavoisiera angustifolia
- Lavoisiera australis
- Lavoisiera bergii
- Lavoisiera bicolor
- Lavoisiera bradeana
- Lavoisiera campos-portoana
- Lavoisiera caparaoensis
- Lavoisiera caryophyllea
- Lavoisiera cataphracta
- Lavoisiera chamaepitys
- Lavoisiera compta
- Lavoisiera confertiflora
- Lavoisiera cordata
- Lavoisiera crassifolia
- Lavoisiera crassinervia
- Lavoisiera dichotoma
- Lavoisiera firmula
- Lavoisiera fragilis
- Lavoisiera francavillana
- Lavoisiera gentianoides
- Lavoisiera glandulifera
- Lavoisiera grandiflora
- Lavoisiera harleyi
- Lavoisiera humilis
- Lavoisiera imbricata
- Lavoisiera itambana
- Lavoisiera macrocarpa
- Lavoisiera mello-barretoi
- Lavoisiera mucorifera
- Lavoisiera nervulosa
- Lavoisiera phyllocalycina
- Lavoisiera pohliana
- Lavoisiera pulchella
- Lavoisiera pulcherrima
- Lavoisiera punctata
- Lavoisiera quinquenervis
- Lavoisiera riedeliana
- Lavoisiera sampaiona
- Lavoisiera scaberula
- Lavoisiera senaei
- Lavoisiera subulata
- Lavoisiera tetragona